# Savarkundla
Savarkundla es una ciudad de la India en el distrito de Amreli, estado de Guyarat.

## Geografía
Se encuentra a una altitud de 136 m s. n. m. a 303 km de la capital estatal, Gandhinagar, en la zona horaria UTC +5:30.

## Demografía
Según estimación 2011 contaba con una población de 80 428 habitantes.